# Jean Terrasse
Jean Terrasse, né en 1940 à Deux-Acren (Hainaut, Belgique) et mort au Québec le 31 juillet 2005, est un professeur et chercheur canadien en études littéraires. Son champ de spécialisation est le XVIIIe siècle, en particulier l’œuvre de Jean-Jacques Rousseau. Il a également publié des travaux sur Marivaux et sur l’essai littéraire.
Jean Terrasse reçoit son doctorat de l’Université libre de Bruxelles, avant de s’installer au Québec en 1968. Il fait carrière à l’Université McGill de Montréal, où il dirige plusieurs thèses de doctorat. Il est président de l'Association nord-américaine des études Jean-Jacques Rousseau de 1979 à 1985. Aux Éditions Naaman, il dirige la collection « Colloques ».
L’Encyclopédie canadienne considère « remarquable » son ouvrage Le sens et les signes. Étude sur le théâtre de Marivaux (1986). Pour Alain Nabarra, Rhétorique de l’essai littéraire (1977) est « une étude fondatrice ». Rendant compte de De Mentor à Orphée. Essais sur les écrits pédagogiques de Rousseau (1992), Benoît Melançon loue l’approche retenue : « Dans le prolongement de sa Rhétorique de l’essai littéraire (1977), Terrasse montre que ce que l’on a coutume d’appeler la prose d’idées n’est pas que la simple mise en prose d’idées; il s’agit plutôt d’un discours dans lequel des “idées-événements” servent de support à l’élaboration d’un “récit idéel”, pour le dire avec les mots d’André Belleau. » Au moment de la mort de Jean Terrasse, Paul-Émile Roy, dans la revue Lettres québécoises, salue « un grand intellectuel », un homme d’une « très grande culture ».

## Publications

### Livres

#### Études
- Jean-Jacques Rousseau et la quête de l'âge d'or, Bruxelles, Palais des Académies, 1970, 314 p.
- Le mal du siècle et l'ordre immuable : introduction à une esthétique, Bruxelles, A. De Rache, coll. « Mains et chemins », no 8, 1973, 125 p.
- Rhétorique de l’essai littéraire, Montréal, Presses de l’Université du Québec, coll. « Genres et discours », no 4, 1977, 156 p.  (ISBN 0777001993)
- Le sens et les signes. Étude sur le théâtre de Marivaux, Sherbrooke, Naaman, coll. « Études », no 45, 1986, 136 p.136 p.  (ISBN 2-89040-384-X)
- De Mentor à Orphée. Essais sur les écrits pédagogiques de Rousseau, Montréal, Hurtubise HMH, coll. « Brèches », 1992, 231 p.  (ISBN 2-89045-965-9)
- Le temps et l’espace dans les romans de Diderot, Studies on Voltaire and the Eighteenth-Century, no 379, 1999, xii/178 p.  (ISBN 0-7294-0716-0)

#### Ouvrages collectifs
- Jean-Jacques Rousseau et la société du XVIIIe siècle. Actes du colloque organisé à l’Université McGill les 25, 26 et 27 octobre 1978, Ottawa, Éditions de l’Université d’Ottawa, 1981, 172 p. (ISBN 2-7603-1257-3) édité erroné (BNF 34789689)
- Rousseau et l'éducation. Études sur l'Émile. Actes du colloque de Northfield (6-8 mai 1983), Sherbrooke, Éditions Naaman, coll. « Colloques », no 1, 1984, 145 p.  (ISBN 289040322X)
- Études sur les Discours de Rousseau. Actes du colloque d'Ottawa, 15-17 mai 1985, Ottawa, Association nord-américaine des études Jean-Jacques Rousseau, coll. « Pensée libre », no 1, 1988, 228 p.  (ISBN 0-9693132-0-9)

### Articles et chapitres de livres (sélection)

#### SurJean-Jacques Rousseau
- « L’engagement politique : le tableau, la fête, l’utopie », Revue de l’Université d’Ottawa, vol. 51, no 1, janvier-mars 1981, p. 47-63.
- « Les manipulations du lecteur dans Émile », Littératures, no 1, 1988, p. 7-20.  (ISSN 0838-1453)
- « Rousseau pédagogue avant Émile : le problème de l’autorité », Man and Nature/L’homme et la nature (Canadian Society for Eighteenth-Century Studies/Société canadienne d’étude du dix-huitième siècle), no 10, 1991, p. 199-208.  (ISSN 0824-3298)  (ISBN 0-920980-49-X)
- « Rousseau et la problématique de l’égalité », Littératures, no 8, 1991, p. 5-25.  (ISSN 0838-1453)
- « Chateaubriand, Rousseau et le paysage alpestre », Pensée libre, no 5, 1995.

#### Divers
- « La rhétorique amoureuse dans Les égarements du cœur et de l'esprit », Man and Nature/L’homme et la nature (Canadian Society for Eighteenth-Century Studies/Société canadienne d’étude du dix-huitième siècle), no 1, 1982, p. 21-29.  (ISBN 0-920354-14-9)
- « Le même et l’autre : à propos d’un roman de Marguerite Duras », Littératures, no 2, 1988, p. 51-72.  (ISSN 0838-1453)
- « Aspects de l’espace-temps dans Jacques le fataliste », Eighteenth-Century Fiction, vol. 6, no 3, avril 1994, p. 243-257.  (ISSN 0840-6286)
- « La contamination des genres chez Diderot : contes, nouvelles, entretiens ou dialogues philosophiques ? », Eighteenth-Century Fiction, vol. 13, nos 2-3, janvier-avril 2001, p. 279-300.  (ISSN 0840-6286)

## Distinctions
- 1973 – Prix Franz De Wever de l’Académie royale de langue et de littérature françaises de Belgique pour Le mal du siècle et l'ordre immuable] : introduction à une esthétique[6].
- 1993 – Finaliste du Prix du Gouverneur général 1993 pour De Mentor à Orphée. Essais sur les écrits pédagogiques de Rousseau

## Sources
- François Dumont, « La théorisation de l’essai au Québec », dans Joseph Melançon (sous la dir. de), Le discours de l’université sur la littérature québécoise, Québec, Nuit blanche éditeur, série «Recherche», 1996, p. 331-356.  (ISBN 2-921053-52-7)
- Benoît Melançon, « État de la recherche canadienne sur la littérature française du 18e siècle », Dix-huitième siècle, no 30, 1998, p. 233-243.  (ISSN 0070-6760)  (ISBN 2-13-049855-8)